# کارس لوندکویست
کارس لوندکویست (انگلیسی: Carl Lundquist; ۳۰ اکتبر ۱۸۹۱ – ۱۰ ژانویهٔ ۱۹۱۶) دوچرخه‌سوار اهل سوئد بود.